# Vieira da Silva (cràter)
Vieira da Silva és un cràter d'impacte en el planeta Mercuri de 274 km de diàmetre. Porta el nom de la pintora portuguesa-francesa Maria Helena Vieira da Silva (1908-1992), i el seu nom va ser aprovat per la Unió Astronòmica Internacional el 2013.